# Segunda División B de España 2010-11
La temporada 2010-11 de la Segunda División B de España de fútbol corresponde a la 34.ª edición del campeonato y se disputó entre el 28 de agosto de 2010 y el 15 de mayo de 2011 en su fase regular. Posteriormente se disputó la promoción de ascenso entre el 21 de mayo y el 26 de junio.

## Sistema de competición
Participan ochenta clubes de toda la geografía española, encuadrados en cuatro grupos de veinte equipos según proximidad geográfica. Se enfrentan en cada grupo todos contra todos en dos ocasiones -una en campo propio y otra en campo contrario- durante un total de 38 jornadas. El orden de los encuentros se decide por sorteo antes de empezar la competición. La Real Federación Española de Fútbol es la responsable de designar a los árbitros de cada encuentro.
El ganador de un partido obtiene tres puntos, el perdedor no suma puntos, y en caso de un empate hay un punto para cada equipo. Al término del campeonato, los cuatro equipos que acumulan más puntos en cada grupo juegan la promoción de ascenso. Esta promoción tiene formato de eliminación directa a doble partido, los primeros clasificados se enfrentan entre sí en emparejamientos que se determinan por sorteo y los dos vencedores ascienden a Segunda División y juegan otra eliminatoria para decidir el campeón de Segunda División B. Los perdedores se unen al resto de eliminatorias que disputan segundos contra cuartos, y los terceros entre sí. Tras disputarse tres rondas eliminatorias los dos equipos vencedores ascienden igualmente a Segunda División.
Los cuatro últimos equipos clasificados de cada grupo descienden a Tercera División. Los decimosextos clasificados juegan la promoción por la permanencia que se disputa por eliminación directa a doble partido y los emparejamientos se determinan por sorteo. Los dos equipos derrotados pierden la categoría.

## Equipos de la temporada 2010-11
| Datos de ascensos y descensos |
| --- |
| Cádiz CF, CD Castellón, Real Murcia CF y Real Unión Club descienden de Segunda División A. AD Alcorcón, FC Barcelona "B", Granada CF y SD Ponferradina ascienden a Segunda División A. Águilas CF, SD Compostela, RCD Espanyol "B", CF Gavà, CD Izarra, Jerez Industrial CF, UD Lanzarote, UD Marbella, Moratalla CF, Racing de Ferrol, Racing de Santander "B", Sestao River Club, CD Tenerife "B", Terrassa FC, CD Toledo, Valencia CF Mestalla, Villajoyosa CF y CF Villanovense descienden a Tercera División. También desciende el Real Murcia CF "B" arrastrado por el descenso del primer equipo, y el CF Atlético Ciudad desaparece. CD Alcalá, UD Alzira, CD Atlético Baleares, CD Badajoz, Caudal Deportivo, Coruxo FC, RC Deportivo de La Coruña "B", Extremadura UD, CF Gandía, Getafe CF "B", CE L'Hospitalet, CD La Muela, Peña Sport FC, Rayo Vallecano "B", Real Sociedad "B", FC Santboià, CD Teruel y Yeclano Deportivo ascienden a Segunda División B. También ascienden el Jumilla CF que ocupa la plaza del Real Murcia CF "B" y el UD Almería "B" que ocupa la plaza del CF Atlético Ciudad. |

### Grupo I
En este grupo están los equipos de Galicia (6), Comunidad de Madrid (6), Canarias (2), Extremadura (4) y parte de Castilla-La Mancha (2).
| - RC Celta de Vigo "B" - Coruxo FC - RC Deportivo de La Coruña "B" - CD Lugo - Montañeros CF - Pontevedra CF - RSD Alcalá - Atlético de Madrid "B" - Getafe CF "B" - CD Leganés |  | - Rayo Vallecano "B" - Real Madrid Castilla - Universidad LPGC CF - UD Vecindario - CD Badajoz - CP Cacereño - AD Cerro de Reyes - Extremadura UD - UB Conquense - CD Guadalajara |

### Grupo II
En este grupo se encuentran los equipos del Asturias (3), País Vasco (7), Castilla y León (5), Navarra (2), Cantabria (1), La Rioja (1) y parte de Aragón (1).
| - Caudal Deportivo - Real Oviedo - Real Sporting de Gijón "B" - Deportivo Alavés - Barakaldo CF - Bilbao Athletic - SD Eibar - SD Lemona - Real Sociedad "B" - Real Unión Club |  | - CD Guijuelo - Cultural Leonesa - CD Mirandés - CF Palencia - Zamora CF - Atlético Osasuna "B" - Peña Sport FC - Gimnástica de Torrelavega - UD Logroñés - CD La Muela |

### Grupo III
En este grupo están los equipos de la Cataluña (7), Comunidad Valenciana (9), Islas Baleares (3) y parte de Aragón (1).
| - CF Badalona - UDA Gramenet - CE L'Hospitalet - UE Lleida - CE Sabadell FC - UE Sant Andreu - FC Santboià - CD Alcoyano - Alicante CF - UD Alzira |  | - Benidorm CF - CD Castellón - CD Denia - CF Gandía - Ontinyent CF - Orihuela CF - CD Atlético Baleares - RCD Mallorca "B" - CF Sporting Mahonés - CD Teruel |

### Grupo IV
En el último grupo se encuentran los equipos de Andalucía (12), Región de Murcia (5), las ciudades autónomas de Ceuta (1) y Melilla (1), y parte de Castilla-La Mancha (1).
| - CD Alcalá - UD Almería "B" - Real Betis "B" - Cádiz CF - Écija Balompié - Unión Estepona CF - Real Jaén CF - Lucena CF - Polideportivo Ejido - CD Roquetas |  | - CD San Roque de Lepe - Sevilla Atlético - Caravaca CF - Jumilla CF - Lorca Atlético CF - Real Murcia CF - Yeclano Deportivo - AD Ceuta - UD Melilla - CD Puertollano |

## Resultados y clasificación

### Grupo I

#### Clasificación
| Pos. | Equipo                            | Pts. | PJ | G  | E  | P  | GF | GC | Dif. | Clasificación                                   |
| ---- | --------------------------------- | ---- | -- | -- | -- | -- | -- | -- | ---- | ----------------------------------------------- |
| 1    | C. D. Lugo                        | 75   | 38 | 22 | 9  | 7  | 64 | 39 | +25  | Acceso a Promoción de ascenso para campeones    |
| 2    | C. D. Guadalajara (A)             | 73   | 38 | 21 | 10 | 7  | 62 | 25 | +37  | Acceso a Promoción de ascenso para no campeones |
| 3    | Real Madrid Castilla C. F.        | 71   | 38 | 21 | 8  | 9  | 73 | 38 | +35  | Acceso a Promoción de ascenso para no campeones |
| 4    | C. D. Leganés                     | 69   | 38 | 20 | 9  | 9  | 54 | 35 | +19  | Acceso a Promoción de ascenso para no campeones |
| 5    | Universidad LPGC C. F. (D)        | 62   | 38 | 18 | 8  | 12 | 41 | 43 | −2   | Descenso a Tercera División                     |
| 6    | Rayo Vallecano "B"                | 58   | 38 | 16 | 10 | 12 | 41 | 34 | +7   |                                                 |
| 7    | Getafe C. F. "B"                  | 54   | 38 | 15 | 9  | 14 | 45 | 45 | 0    |                                                 |
| 8    | R. S. D. Alcalá                   | 52   | 38 | 13 | 13 | 12 | 38 | 39 | −1   |                                                 |
| 9    | R. C. Celta de Vigo "B"           | 52   | 38 | 15 | 7  | 16 | 43 | 52 | −9   |                                                 |
| 10   | U. D. Vecindario                  | 51   | 38 | 13 | 12 | 13 | 37 | 53 | −16  |                                                 |
| 11   | Atlético de Madrid "B"            | 50   | 38 | 13 | 11 | 14 | 43 | 43 | 0    |                                                 |
| 12   | Montañeros C. F.                  | 49   | 38 | 13 | 10 | 15 | 50 | 53 | −3   |                                                 |
| 13   | C. P. Cacereño                    | 48   | 38 | 11 | 15 | 12 | 34 | 33 | +1   |                                                 |
| 14   | Coruxo F. C.                      | 47   | 38 | 11 | 14 | 13 | 40 | 41 | −1   |                                                 |
| 15   | C. D. Badajoz                     | 47   | 38 | 12 | 11 | 15 | 41 | 44 | −3   |                                                 |
| 16   | U. B. Conquense                   | 47   | 38 | 11 | 14 | 13 | 47 | 43 | +4   | Acceso a Promoción de permanencia               |
| 17   | R. C. Deportivo La Coruña "B" (D) | 45   | 38 | 12 | 9  | 17 | 47 | 57 | −10  | Descenso a Tercera División                     |
| 18   | Pontevedra C. F. (D)              | 39   | 38 | 10 | 9  | 19 | 38 | 49 | −11  | Descenso a Tercera División                     |
| 19   | Extremadura U. D. (D)             | 32   | 38 | 8  | 8  | 22 | 29 | 50 | −21  | Descenso a Tercera División                     |
| 20   | A. D. Cerro de Reyes (D)          | 16   | 38 | 5  | 4  | 29 | 20 | 71 | −51  | Descenso a Tercera División                     |

 Fuente: BDFutbol
Criterios de clasificación: Puntos · Enfrentamientos directos · Diferencia de goles · Goles a favor · Play-off
Notas:
1. ↑  El Universidad LPGC C. F. fue descendido por impagos a Tercera División el 1 de Julio de 2011 y posteriormente se hizo efectiva la desaparición del club el 7 de Julio de 2011.
2. ↑  El Rayo Vallecano "B" descendido por impagos a Tercera División el 1 de Julio de 2011, sin embargo fue readmitido posteriormente por encontrarse en ley concursal y tras presentar un recurso.
3. ↑  El A. D. Cerro de Reyes fue excluido de la competencia el 3 de febrero de 2011, esto luego de sumar dos incomparecencias ante Vecindario y Montañeros, luego del segundo encuentro el equipo fue sancionado con tres puntos y el resto de sus partidos fueron concedidos a los rivales con marcador de 0-2.[2]

#### Resultados
| Local \ Visitante          | Alc  | AtM | Bad  | Cac | Cel | CeR  | Con  | Cor | Dep  | Ext  | Get | Gua | Leg | Lug | Mon | Pon | RVa | RMa  | ULP  | Vec   |
| -------------------------- | ---- | --- | ---- | --- | --- | ---- | ---- | --- | ---- | ---- | --- | --- | --- | --- | --- | --- | --- | ---- | ---- | ----- |
| RSD Alcalá                 | —    | 1–1 | 0–3  | 1–1 | 0–0 | 4–1  | 0–0  | 2–1 | 2–2  | 1–0  | 3–0 | 0–0 | 0–3 | 0–1 | 1–0 | 1–0 | 1–0 | 0–2  | 0–0  | 2–0   |
| Atlético de Madrid "B"     | 0–0  | —   | 1–0  | 1–0 | 5–1 | 2–0† | 0–2  | 1–1 | 1–0  | 2–1  | 3–2 | 0–0 | 1–0 | 1–2 | 3–1 | 2–1 | 1–0 | 0–0  | 2–2  | 1–2   |
| CD Badajoz                 | 2–1  | 1–0 | —    | 1–2 | 0–4 | 1–2  | 1–1  | 1–2 | 0–1  | 0–0  | 0–0 | 2–0 | 1–2 | 3–1 | 1–1 | 3–1 | 0–1 | 1–3  | 1–0  | 4–0   |
| CP Cacereño                | 0–0  | 1–1 | 0–0  | —   | 2–0 | 2–0† | 1–1  | 1–1 | 1–1  | 1–0  | 4–1 | 0–2 | 0–0 | 1–0 | 1–1 | 0–0 | 0–0 | 0–1  | 1–2  | 0–0   |
| Celta de Vigo "B"          | 0–0  | 3–1 | 0–0  | 1–0 | —   | 2–0† | 1–0  | 0–0 | 1–0  | 2–1  | 2–0 | 0–4 | 3–3 | 0–3 | 2–2 | 0–1 | 2–0 | 0–2  | 4–0  | 2–3   |
| AD Cerro de Reyes          | 0–2† | 2–0 | 0–2† | 0–1 | 1–1 | —    | 0–2† | 1–2 | 0–2† | 0–2† | 1–1 | 0–0 | 1–3 | 2–1 | 2–2 | 2–1 | 2–3 | 0–2† | 0–2† | 0–3†† |
| UB Conquense               | 1–0  | 1–1 | 2–3  | 1–1 | 3–2 | 3–0  | —    | 3–1 | 2–0  | 1–1  | 3–0 | 1–2 | 0–2 | 1–1 | 0–1 | 0–1 | 2–3 | 2–2  | 1–1  | 3–1   |
| Coruxo FC                  | 0–1  | 0–0 | 0–0  | 2–1 | 2–0 | 2–0† | 3–1  | —   | 1–1  | 1–0  | 0–2 | 0–4 | 1–2 | 1–1 | 3–0 | 1–1 | 2–0 | 1–4  | 3–0  | 0–0   |
| Deportivo de La Coruña "B" | 4–4  | 1–0 | 2–3  | 1–2 | 1–0 | 1–0  | 0–1  | 1–2 | —    | 0–0  | 4–1 | 0–1 | 1–2 | 1–2 | 2–1 | 4–0 | 1–0 | 3–2  | 1–1  | 1–0   |
| Extremadura UD             | 0–1  | 1–3 | 0–1  | 0–1 | 1–2 | 0–1  | 1–1  | 0–0 | 3–1  | —    | 1–3 | 2–1 | 1–3 | 3–1 | 1–0 | 2–1 | 0–0 | 2–0  | 3–0  | 0–1   |
| Getafe CF "B"              | 0–0  | 1–0 | 2–0  | 4–3 | 1–2 | 2–0† | 2–1  | 0–0 | 1–2  | 4–0  | —   | 1–0 | 1–1 | 1–2 | 0–1 | 1–1 | 2–0 | 0–0  | 1–3  | 3–0   |
| CD Guadalajara             | 1–3  | 4–1 | 3–1  | 2–2 | 0–1 | 1–0  | 1–2  | 1–1 | 2–1  | 4–0  | 0–1 | —   | 1–0 | 3–0 | 3–0 | 1–0 | 2–1 | 1–1  | 2–0  | 3–0   |
| CD Leganés                 | 2–3  | 2–1 | 0–0  | 1–0 | 2–1 | 2–0† | 0–0  | 2–1 | 2–2  | 2–0  | 0–1 | 0–0 | —   | 2–0 | 2–1 | 3–1 | 1–0 | 1–0  | 2–1  | 4–0   |
| CD Lugo                    | 2–1  | 2–0 | 3–1  | 2–0 | 2–0 | 3–1  | 1–1  | 0–0 | 2–2  | 2–0  | 2–0 | 1–1 | 1–0 | —   | 3–1 | 1–0 | 2–1 | 3–1  | 2–0  | 5–0   |
| Montañeros CF              | 3–0  | 1–1 | 0–0  | 0–2 | 4–0 | 2–0† | 2–1  | 1–1 | 3–1  | 2–0  | 2–1 | 1–3 | 0–0 | 2–2 | —   | 0–0 | 0–1 | 2–1  | 0–1  | 4–1   |
| Pontevedra CF              | 3–0  | 1–1 | 0–0  | 1–2 | 0–1 | 2–0† | 1–1  | 2–1 | 2–0  | 1–1  | 1–0 | 1–5 | 5–1 | 2–3 | 3–1 | —   | 0–1 | 0–2  | 1–0  | 1–2   |
| Rayo Vallecano "B"         | 2–1  | 1–0 | 2–1  | 0–0 | 3–1 | 2–0† | 3–1  | 1–0 | 3–0  | 0–0  | 2–2 | 0–1 | 3–1 | 1–1 | 2–0 | 1–0 | —   | 0–0  | 1–1  | 1–1   |
| Real Madrid Castilla       | 1–1  | 4–3 | 3–1  | 2–0 | 1–2 | 3–0  | 1–0  | 3–2 | 7–1  | 3–1  | 0–1 | 0–2 | 2–1 | 2–2 | 6–0 | 1–0 | 3–1 | —    | 5–0  | 3–1   |
| Universidad de Las Palmas  | 1–0  | 0–2 | 2–0  | 1–0 | 2–0 | 2–0  | 1–0  | 2–1 | 1–0  | 1–0  | 0–1 | 1–1 | 0–0 | 3–1 | 1–0 | 4–2 | 1–0 | 3–0  | —    | 2–1   |
| UD Vecindario              | 2–1  | 1–0 | 2–2  | 1–0 | 2–0 | 3–1  | 1–1  | 1–0 | 1–1  | 2–1  | 1–1 | 0–0 | 1–0 | 0–1 | 2–4 | 0–0 | 1–1 | 0–0  | 0–0  | —     |

### Grupo II

#### Clasificación
| Pos. | Equipo                    | Pts. | PJ | G  | E  | P  | GF | GC | Dif. | Clasificación                                   |
| ---- | ------------------------- | ---- | -- | -- | -- | -- | -- | -- | ---- | ----------------------------------------------- |
| 1    | S. D. Eibar               | 73   | 38 | 21 | 10 | 7  | 58 | 32 | +26  | Acceso a Promoción de ascenso para campeones    |
| 2    | C. D. Mirandés            | 72   | 38 | 20 | 12 | 6  | 52 | 24 | +28  | Acceso a Promoción de ascenso para no campeones |
| 3    | Deportivo Alavés          | 66   | 38 | 18 | 12 | 8  | 63 | 43 | +20  | Acceso a Promoción de ascenso para no campeones |
| 4    | Real Unión Club           | 65   | 38 | 19 | 8  | 11 | 51 | 35 | +16  | Acceso a Promoción de ascenso para no campeones |
| 5    | C. F. Palencia            | 63   | 38 | 17 | 12 | 9  | 44 | 28 | +16  |                                                 |
| 6    | U. D. Logroñés            | 63   | 38 | 18 | 9  | 11 | 44 | 32 | +12  |                                                 |
| 7    | C. A. Osasuna "B"         | 58   | 38 | 16 | 10 | 12 | 49 | 39 | +10  |                                                 |
| 8    | Real Oviedo               | 58   | 38 | 15 | 13 | 10 | 45 | 34 | +11  |                                                 |
| 9    | S. D. Lemona              | 53   | 38 | 13 | 14 | 11 | 42 | 38 | +4   |                                                 |
| 10   | Gimnástica de Torrelavega | 52   | 38 | 13 | 13 | 12 | 34 | 41 | −7   |                                                 |
| 11   | Real Sociedad "B"         | 51   | 38 | 12 | 15 | 11 | 34 | 37 | −3   |                                                 |
| 12   | Bilbao Athletic           | 46   | 38 | 9  | 19 | 10 | 29 | 37 | −8   |                                                 |
| 13   | Zamora C. F.              | 43   | 38 | 11 | 10 | 17 | 46 | 56 | −10  |                                                 |
| 14   | Cultural Leonesa (D)      | 43   | 38 | 9  | 16 | 13 | 42 | 48 | −6   | Descenso a Tercera División                     |
| 15   | C. D. Guijuelo            | 39   | 38 | 7  | 18 | 13 | 39 | 44 | −5   |                                                 |
| 16   | Caudal Deportivo (D)      | 38   | 38 | 9  | 11 | 18 | 29 | 38 | −9   | Acceso a Promoción de permanencia               |
| 17   | C. D. La Muela (D)        | 38   | 38 | 8  | 14 | 16 | 36 | 56 | −20  | Descenso a Tercera División                     |
| 18   | Peña Sport F. C. (D)      | 36   | 38 | 9  | 9  | 20 | 30 | 56 | −26  | Descenso a Tercera División                     |
| 19   | Sporting de Gijón "B"     | 34   | 38 | 7  | 13 | 18 | 26 | 54 | −28  |                                                 |
| 20   | Barakaldo C. F. (D)       | 24   | 38 | 4  | 12 | 22 | 27 | 48 | −21  | Descenso a Tercera División                     |

 Fuente: BDFutbol
Criterios de clasificación: Puntos · Enfrentamientos directos · Diferencia de goles · Goles a favor · Play-off
Notas:
1. ↑  La Cultural Leonesa fue descendida por impagos a Tercera División el 1 de Julio de 2011.
2. ↑  El C. D. La Muela fue descendido deportivamente a Tercera División y por impagos a Regional Preferente el 1 de Julio de 2011.
3. ↑  El Sporting de Gijón "B" se mantiene en la división al abonar el dinero estipulado por la RFEF para pagar las deudas de los equipos descendidos.

#### Resultados
| Local \ Visitante         | Ala | Ath | Bar | Cau | CLe | Eib | Gim | Gui | LaM | Lem | Log | Mir | Osa | Pal | PeS | ROv | RSo | Spo | RUn | Zam |
| ------------------------- | --- | --- | --- | --- | --- | --- | --- | --- | --- | --- | --- | --- | --- | --- | --- | --- | --- | --- | --- | --- |
| Deportivo Alavés          | —   | 1–0 | 1–1 | 1–0 | 0–0 | 0–4 | 0–0 | 2–0 | 2–2 | 3–3 | 3–1 | 1–3 | 3–1 | 1–2 | 7–1 | 2–1 | 1–1 | 2–0 | 4–1 | 1–1 |
| Bilbao Athletic           | 0–0 | —   | 1–0 | 1–1 | 2–1 | 0–2 | 1–0 | 0–0 | 0–1 | 0–1 | 1–0 | 1–0 | 0–4 | 0–0 | 2–0 | 0–0 | 0–1 | 1–1 | 1–0 | 2–2 |
| Barakaldo CF              | 1–1 | 1–1 | —   | 2–0 | 0–0 | 1–2 | 2–2 | 1–2 | 1–0 | 1–0 | 1–2 | 1–2 | 1–1 | 1–1 | 1–2 | 0–1 | 3–3 | 2–0 | 0–2 | 1–2 |
| Caudal Deportivo          | 1–2 | 3–0 | 1–0 | —   | 0–0 | 2–3 | 2–3 | 0–0 | 3–1 | 1–0 | 0–0 | 0–1 | 1–0 | 0–3 | 3–0 | 0–2 | 0–0 | 0–0 | 1–2 | 0–0 |
| Cultural Leonesa          | 1–1 | 0–0 | 1–0 | 2–0 | —   | 0–0 | 1–2 | 2–2 | 1–0 | 1–0 | 0–1 | 0–2 | 0–2 | 1–3 | 1–0 | 4–1 | 1–1 | 4–1 | 0–3 | 1–1 |
| SD Eibar                  | 2–1 | 0–1 | 2–1 | 1–0 | 2–3 | —   | 4–0 | 2–1 | 6–1 | 0–0 | 0–1 | 0–1 | 1–0 | 2–1 | 2–0 | 1–1 | 0–0 | 3–2 | 1–1 | 2–1 |
| Gimnástica de Torrelavega | 1–1 | 1–0 | 1–0 | 1–0 | 0–0 | 1–1 | —   | 1–0 | 1–1 | 3–1 | 1–1 | 0–0 | 0–1 | 2–1 | 0–0 | 2–0 | 0–0 | 2–1 | 0–1 | 1–3 |
| CD Guijuelo               | 0–2 | 1–2 | 0–0 | 0–0 | 4–1 | 2–2 | 2–0 | —   | 2–2 | 4–1 | 2–0 | 2–2 | 1–2 | 0–0 | 0–0 | 0–0 | 1–1 | 1–0 | 1–2 | 3–1 |
| CD La Muela               | 1–2 | 0–0 | 0–0 | 1–0 | 0–1 | 0–0 | 0–1 | 3–2 | —   | 1–3 | 0–0 | 1–0 | 2–2 | 0–3 | 1–0 | 1–2 | 1–2 | 4–0 | 2–0 | 2–0 |
| SD Lemona                 | 1–1 | 0–0 | 1–0 | 2–0 | 3–3 | 0–0 | 1–2 | 2–2 | 1–0 | —   | 0–0 | 0–1 | 2–0 | 1–0 | 1–0 | 0–1 | 0–0 | 0–0 | 1–4 | 2–1 |
| UD Logroñés               | 1–2 | 1–0 | 2–0 | 0–1 | 2–0 | 2–1 | 2–1 | 1–1 | 0–0 | 2–1 | —   | 1–1 | 1–3 | 2–1 | 3–0 | 2–0 | 4–0 | 1–1 | 2–1 | 1–0 |
| CD Mirandés               | 1–0 | 0–0 | 2–0 | 2–0 | 1–0 | 0–2 | 4–0 | 2–0 | 6–2 | 1–3 | 0–2 | —   | 1–0 | 0–0 | 0–0 | 2–0 | 0–0 | 0–0 | 4–0 | 2–1 |
| CA Osasuna "B"            | 1–2 | 0–0 | 1–0 | 2–2 | 1–1 | 1–2 | 4–1 | 0–0 | 1–1 | 3–2 | 1–0 | 2–1 | —   | 0–1 | 0–2 | 2–0 | 0–2 | 2–1 | 1–3 | 4–1 |
| CF Palencia               | 1–2 | 2–2 | 2–0 | 1–0 | 1–0 | 0–0 | 1–1 | 0–0 | 0–0 | 0–2 | 1–0 | 1–1 | 1–3 | —   | 1–0 | 1–0 | 1–0 | 2–0 | 2–0 | 3–1 |
| Peña Sport FC             | 0–3 | 0–0 | 1–1 | 2–1 | 1–1 | 1–2 | 0–1 | 3–1 | 2–0 | 1–1 | 2–1 | 1–2 | 0–1 | 0–2 | —   | 1–1 | 2–2 | 1–0 | 1–2 | 1–0 |
| Real Oviedo               | 2–0 | 3–0 | 2–2 | 1–1 | 2–2 | 2–1 | 0–0 | 2–2 | 4–1 | 1–2 | 1–1 | 0–1 | 1–0 | 2–2 | 4–1 | —   | 0–0 | 0–1 | 2–0 | 3–0 |
| Real Sociedad "B"         | 2–1 | 2–2 | 2–1 | 1–0 | 2–2 | 0–1 | 1–0 | 2–1 | 0–0 | 0–3 | 0–1 | 1–2 | 0–1 | 1–0 | 0–2 | 0–1 | —   | 1–0 | 1–0 | 2–0 |
| Sporting de Gijón "B"     | 2–1 | 2–2 | 0–0 | 0–2 | 0–1 | 2–0 | 1–0 | 3–1 | 0–0 | 0–0 | 0–2 | 1–6 | 1–1 | 1–1 | 1–0 | 0–0 | 1–0 | —   | 0–2 | 1–1 |
| Real Unión Club           | 1–3 | 2–2 | 1–0 | 1–0 | 2–1 | 1–1 | 2–0 | 1–0 | 3–0 | 0–0 | 3–0 | 0–1 | 0–0 | 1–0 | 3–2 | 0–2 | 1–1 | 5–1 | —   | 0–0 |
| Zamora CF                 | 1–2 | 2–2 | 2–1 | 1–2 | 3–0 | 1–2 | 1–2 | 1–1 | 3–1 | 1–1 | 2–1 | 0–2 | 2–1 | 1–2 | 4–0 | 0–0 | 2–1 | 3–1 | 1–0 | —   |

### Grupo III

#### Clasificación
| Pos. | Equipo                   | Pts. | PJ | G  | E  | P  | GF | GC | Dif. | Clasificación                                   |
| ---- | ------------------------ | ---- | -- | -- | -- | -- | -- | -- | ---- | ----------------------------------------------- |
| 1    | C. E. Sabadell F. C. (A) | 69   | 38 | 19 | 12 | 7  | 42 | 24 | +18  | Acceso a Promoción de ascenso para campeones    |
| 2    | C. F. Badalona           | 65   | 38 | 17 | 14 | 7  | 40 | 26 | +14  | Acceso a Promoción de ascenso para no campeones |
| 3    | C. D. Alcoyano (A)       | 63   | 38 | 17 | 12 | 9  | 46 | 32 | +14  | Acceso a Promoción de ascenso para no campeones |
| 4    | Orihuela C. F.           | 63   | 38 | 17 | 12 | 9  | 41 | 30 | +11  | Acceso a Promoción de ascenso para no campeones |
| 5    | U. E. Lleida             | 60   | 38 | 17 | 9  | 12 | 46 | 30 | +16  |                                                 |
| 6    | C. E. L'Hospitalet       | 60   | 38 | 16 | 12 | 10 | 58 | 34 | +24  |                                                 |
| 7    | U. E. Sant Andreu        | 55   | 38 | 13 | 16 | 9  | 37 | 29 | +8   |                                                 |
| 8    | C. D. Dénia              | 55   | 38 | 14 | 13 | 11 | 34 | 38 | −4   |                                                 |
| 9    | Alicante C. F. (D)       | 53   | 38 | 12 | 17 | 9  | 40 | 32 | +8   | Descenso a Tercera División                     |
| 10   | C. D. Castellón (D)      | 53   | 38 | 15 | 8  | 15 | 39 | 42 | −3   | Descenso a Tercera División                     |
| 11   | Ontinyent C. F.          | 51   | 38 | 14 | 9  | 15 | 35 | 32 | +3   |                                                 |
| 12   | C. D. Teruel             | 50   | 38 | 12 | 14 | 12 | 37 | 32 | +5   |                                                 |
| 13   | C. D. Atlético Baleares  | 49   | 38 | 11 | 16 | 11 | 43 | 38 | +5   |                                                 |
| 14   | C. F. Gandía             | 49   | 38 | 12 | 13 | 13 | 36 | 45 | −9   |                                                 |
| 15   | C. F. Sporting Mahonés   | 45   | 38 | 12 | 9  | 17 | 35 | 54 | −19  |                                                 |
| 16   | Benidorm C. F. (D)       | 42   | 38 | 10 | 12 | 16 | 32 | 45 | −13  | Descenso a Tercera División                     |
| 17   | U. D. Alzira (D)         | 40   | 38 | 8  | 16 | 14 | 34 | 40 | −6   | Descenso a Tercera División                     |
| 18   | U. D. A. Gramenet (D)    | 36   | 38 | 10 | 6  | 22 | 37 | 67 | −30  | Descenso a Tercera División                     |
| 19   | R. C. D. Mallorca "B"    | 34   | 38 | 7  | 13 | 18 | 36 | 48 | −12  |                                                 |
| 20   | F. C. Santboià (D)       | 28   | 38 | 7  | 7  | 24 | 35 | 65 | −30  | Descenso a Tercera División                     |

 Fuente: BDFutbol
Criterios de clasificación: Puntos · Enfrentamientos directos · Diferencia de goles · Goles a favor · Play-off
Notas:
1. ↑  La U. E. Lleida fue disuelta como club al finalizar la temporada.[3]
2. ↑  El Alicante C. F. fue descendido por impagos a Tercera División el 1 de Julio de 2011.
3. ↑  El C. D. Castellón fue descendido por impagos a Tercera División el 18 de Julio de 2011.
4. ↑  El Benidorm C. F. fue descendido deportivamente a Tercera División y por impagos a Regional Preferente el 1 de Julio de 2011. Acabó desapareciendo el 22 de Julio de 2011
5. ↑  El R. C. D. Mallorca "B" se mantiene en la división al abonar el dinero estipulado por la RFEF para pagar las deudas de los equipos descendidos.

#### Resultados
| Local \ Visitante    | Alc | Ali | Alz | AtB | Bad | Ben | Cas | Dén | Gan | Gra | L'H | Lle | Mah | Mal | Ont | Ori | Sab | San | Sat | Ter |
| -------------------- | --- | --- | --- | --- | --- | --- | --- | --- | --- | --- | --- | --- | --- | --- | --- | --- | --- | --- | --- | --- |
| CD Alcoyano          | —   | 1–1 | 1–1 | 0–0 | 0–0 | 2–0 | 1–2 | 2–2 | 0–1 | 3–1 | 2–3 | 2–0 | 1–1 | 1–0 | 0–0 | 1–1 | 0–1 | 1–0 | 2–1 | 2–1 |
| Alicante CF          | 0–1 | —   | 1–0 | 0–0 | 2–0 | 1–0 | 0–1 | 1–2 | 3–0 | 3–0 | 0–0 | 1–2 | 1–2 | 1–1 | 0–0 | 0–0 | 0–1 | 0–1 | 3–1 | 0–0 |
| UD Alzira            | 1–1 | 0–1 | —   | 2–2 | 2–1 | 0–2 | 1–1 | 1–2 | 1–2 | 1–2 | 0–0 | 0–2 | 1–0 | 1–1 | 0–0 | 4–2 | 0–1 | 0–0 | 3–0 | 1–1 |
| CD Atlético Baleares | 1–1 | 1–1 | 2–1 | —   | 2–1 | 2–0 | 0–1 | 1–3 | 4–1 | 5–1 | 1–0 | 1–0 | 1–1 | 4–0 | 1–0 | 0–0 | 0–0 | 0–1 | 3–0 | 1–1 |
| CF Badalona          | 1–0 | 2–2 | 1–0 | 2–1 | —   | 0–0 | 1–0 | 0–0 | 2–1 | 4–1 | 2–1 | 2–1 | 4–0 | 2–1 | 1–0 | 0–0 | 1–1 | 0–0 | 2–0 | 1–0 |
| Benidorm CF          | 0–1 | 3–3 | 0–3 | 1–0 | 3–0 | —   | 3–1 | 1–1 | 1–1 | 1–0 | 0–2 | 1–2 | 1–1 | 0–5 | 3–1 | 1–0 | 1–1 | 0–0 | 1–1 | 0–1 |
| CD Castellón         | 2–3 | 0–1 | 0–0 | 0–0 | 2–1 | 0–1 | —   | 4–0 | 2–0 | 1–1 | 2–1 | 1–1 | 2–0 | 1–0 | 2–1 | 0–2 | 0–2 | 0–1 | 2–1 | 0–3 |
| CD Dénia             | 1–1 | 0–1 | 1–1 | 0–0 | 0–0 | 1–1 | 1–3 | —   | 2–1 | 1–1 | 1–0 | 0–2 | 3–0 | 1–0 | 0–1 | 0–0 | 1–0 | 0–1 | 2–0 | 1–1 |
| CF Gandía            | 0–1 | 1–1 | 1–1 | 1–0 | 0–0 | 0–1 | 2–0 | 0–0 | —   | 1–4 | 1–1 | 2–5 | 0–1 | 1–1 | 1–0 | 3–1 | 1–0 | 1–1 | 1–0 | 1–0 |
| UDA Gramenet         | 1–3 | 1–2 | 2–1 | 2–2 | 0–1 | 1–0 | 2–1 | 1–3 | 0–1 | —   | 0–0 | 0–5 | 0–2 | 4–2 | 0–2 | 3–1 | 1–2 | 0–1 | 2–1 | 1–0 |
| CE L'Hospitalet      | 2–0 | 0–0 | 4–0 | 5–0 | 1–1 | 0–1 | 2–0 | 3–0 | 1–1 | 4–0 | —   | 0–0 | 2–1 | 3–0 | 3–2 | 3–1 | 1–1 | 2–2 | 3–2 | 1–1 |
| UE Lleida            | 1–1 | 1–0 | 0–2 | 1–1 | 0–2 | 0–0 | 3–0 | 0–1 | 2–1 | 3–0 | 1–0 | —   | 4–0 | 0–2 | 0–1 | 1–0 | 0–1 | 1–1 | 1–0 | 3–0 |
| CF Sporting Mahonés  | 0–2 | 1–2 | 0–2 | 2–1 | 1–1 | 2–1 | 2–1 | 0–0 | 1–1 | 2–1 | 3–1 | 3–1 | —   | 1–0 | 1–3 | 1–0 | 1–0 | 0–2 | 0–3 | 0–1 |
| RCD Mallorca "B"     | 1–2 | 2–2 | 0–0 | 1–1 | 0–1 | 1–0 | 0–1 | 0–1 | 0–0 | 2–1 | 0–2 | 0–1 | 1–1 | —   | 0–1 | 2–0 | 0–1 | 1–0 | 3–1 | 1–1 |
| Ontinyent CF         | 1–0 | 1–2 | 3–0 | 0–2 | 0–0 | 1–0 | 1–1 | 1–0 | 0–1 | 3–0 | 2–1 | 2–0 | 1–0 | 3–3 | —   | 0–1 | 1–2 | 0–0 | 1–0 | 0–0 |
| Orihuela CF          | 0–3 | 2–0 | 0–0 | 0–0 | 1–1 | 3–0 | 1–1 | 1–0 | 2–0 | 1–0 | 1–0 | 1–0 | 1–1 | 2–1 | 0–0 | —   | 1–0 | 2–0 | 3–0 | 1–0 |
| CE Sabadell FC       | 1–1 | 1–1 | 1–0 | 3–1 | 0–0 | 1–0 | 1–1 | 4–0 | 2–2 | 1–0 | 1–2 | 0–0 | 2–1 | 2–0 | 1–0 | 1–1 | —   | 2–0 | 1–0 | 0–2 |
| UE Sant Andreu       | 2–0 | 1–1 | 1–1 | 1–1 | 1–0 | 1–1 | 1–2 | 0–1 | 1–1 | 1–1 | 2–2 | 0–0 | 2–0 | 1–1 | 1–0 | 0–3 | 0–1 | —   | 5–0 | 2–1 |
| FC Santboià          | 1–3 | 0–0 | 1–1 | 3–1 | 1–0 | 3–1 | 0–1 | 0–2 | 3–2 | 0–2 | 1–2 | 1–1 | 3–1 | 2–2 | 2–1 | 0–2 | 2–2 | 1–2 | —   | 0–1 |
| CD Teruel            | 1–0 | 2–2 | 0–1 | 1–0 | 1–2 | 2–2 | 1–0 | 4–0 | 0–1 | 0–0 | 1–0 | 0–1 | 1–1 | 1–1 | 3–1 | 2–3 | 1–1 | 1–0 | 0–0 | —   |

### Grupo IV

#### Clasificación
| Pos. | Equipo                   | Pts. | PJ | G  | E  | P  | GF | GC | Dif. | Clasificación                                   |
| ---- | ------------------------ | ---- | -- | -- | -- | -- | -- | -- | ---- | ----------------------------------------------- |
| 1    | Real Murcia C. F. (A)    | 82   | 38 | 24 | 10 | 4  | 68 | 21 | +47  | Acceso a Promoción de ascenso para campeones    |
| 2    | Sevilla Atlético         | 74   | 38 | 21 | 11 | 6  | 82 | 40 | +42  | Acceso a Promoción de ascenso para no campeones |
| 3    | U. D. Melilla            | 72   | 38 | 21 | 9  | 8  | 53 | 28 | +25  | Acceso a Promoción de ascenso para no campeones |
| 4    | Cádiz C. F.              | 69   | 38 | 21 | 6  | 11 | 61 | 37 | +24  | Acceso a Promoción de ascenso para no campeones |
| 5    | C. D. San Roque de Lepe  | 63   | 38 | 18 | 9  | 11 | 42 | 35 | +7   |                                                 |
| 6    | A. D. Ceuta              | 60   | 38 | 16 | 12 | 10 | 52 | 42 | +10  |                                                 |
| 7    | C. D. Roquetas           | 59   | 38 | 16 | 11 | 11 | 48 | 36 | +12  |                                                 |
| 8    | Real Jaén C. F.          | 56   | 38 | 14 | 14 | 10 | 39 | 29 | +10  |                                                 |
| 9    | Écija Balompié           | 54   | 38 | 15 | 9  | 14 | 41 | 45 | −4   |                                                 |
| 10   | Lucena C. F.             | 52   | 38 | 14 | 10 | 14 | 42 | 40 | +2   |                                                 |
| 11   | Caravaca C. F.           | 49   | 38 | 13 | 10 | 15 | 41 | 40 | +1   |                                                 |
| 12   | C. D. Puertollano        | 48   | 38 | 12 | 12 | 14 | 40 | 50 | −10  |                                                 |
| 13   | U. D. Almería "B"        | 46   | 38 | 12 | 10 | 16 | 38 | 46 | −8   |                                                 |
| 14   | Polideportivo Ejido      | 44   | 38 | 11 | 11 | 16 | 41 | 51 | −10  |                                                 |
| 15   | Lorca Atlético C. F.     | 43   | 38 | 12 | 7  | 19 | 37 | 55 | −18  |                                                 |
| 16   | Real Betis "B"           | 42   | 38 | 10 | 12 | 16 | 36 | 45 | −9   | Acceso a Promoción de permanencia               |
| 17   | C. D. Alcalá (D)         | 40   | 38 | 11 | 7  | 20 | 30 | 52 | −22  | Descenso a Tercera División                     |
| 18   | Unión Estepona C. F. (D) | 40   | 38 | 8  | 16 | 14 | 37 | 45 | −8   | Descenso a Tercera División                     |
| 19   | Yeclano Deportivo (D)    | 27   | 38 | 5  | 12 | 21 | 28 | 63 | −35  | Descenso a Tercera División                     |
| 20   | Jumilla C. F. (D)        | 16   | 38 | 5  | 4  | 29 | 16 | 72 | −56  | Descenso a Tercera División                     |

 Fuente: BDFutbol
Criterios de clasificación: Puntos · Enfrentamientos directos · Diferencia de goles · Goles a favor · Play-off
Notas:
1. ↑  El Jumilla C. F. fue sancionado con la pérdida de tres puntos tras la jornada 30, por no tener cuatro jugadores con ficha profesional en su plantilla. Luego de descender de manera deportiva a Tercera División el equipo fue disuelto el 27 de mayo de 2011.

#### Resultados
| Local \ Visitante    | Alc | Alm | Cád | Car | Ceu | Éci | Est | Jum | Lor | Luc | Mel | PEj | Pue | RBe | RJa | RMu | Roq | SRo | Sev | Yec |
| -------------------- | --- | --- | --- | --- | --- | --- | --- | --- | --- | --- | --- | --- | --- | --- | --- | --- | --- | --- | --- | --- |
| CD Alcalá            | —   | 2–0 | 0–3 | 0–1 | 0–1 | 0–1 | 2–0 | 2–0 | 0–0 | 1–0 | 1–1 | 1–1 | 3–3 | 0–0 | 1–0 | 0–1 | 1–0 | 1–0 | 0–2 | 2–0 |
| UD Almería "B"       | 1–0 | —   | 1–3 | 0–1 | 1–0 | 2–3 | 1–1 | 3–1 | 2–0 | 3–0 | 1–1 | 0–0 | 1–1 | 1–1 | 1–0 | 1–0 | 1–2 | 1–1 | 0–5 | 0–0 |
| Cádiz CF             | 2–0 | 1–1 | —   | 3–0 | 1–0 | 4–1 | 2–1 | 2–0 | 1–2 | 1–1 | 0–1 | 1–0 | 2–0 | 0–1 | 2–1 | 1–1 | 2–1 | 0–2 | 2–1 | 3–2 |
| Caravaca CF          | 2–0 | 2–1 | 0–1 | —   | 1–1 | 1–1 | 0–0 | 1–2 | 1–0 | 2–2 | 1–0 | 4–1 | 2–0 | 3–0 | 0–0 | 2–1 | 1–1 | 4–1 | 0–2 | 1–2 |
| AD Ceuta             | 4–0 | 1–1 | 1–1 | 2–0 | —   | 2–2 | 0–0 | 5–2 | 2–0 | 0–1 | 1–2 | 2–1 | 1–0 | 2–0 | 3–1 | 2–1 | 1–1 | 1–1 | 1–5 | 3–1 |
| Écija Balompié       | 0–1 | 0–2 | 4–3 | 2–0 | 0–0 | —   | 1–2 | 2–0 | 2–0 | 1–0 | 1–2 | 1–0 | 1–1 | 2–2 | 0–0 | 0–2 | 1–0 | 3–1 | 1–1 | 2–1 |
| Unión Estepona CF    | 2–1 | 1–0 | 0–2 | 0–1 | 2–0 | 1–2 | —   | 4–0 | 1–1 | 0–0 | 1–2 | 1–1 | 1–1 | 1–1 | 1–2 | 1–4 | 1–1 | 2–2 | 0–1 | 1–0 |
| Jumilla CF           | 1–0 | 0–2 | 1–3 | 0–2 | 0–1 | 0–1 | 0–0 | —   | 0–1 | 0–3 | 0–1 | 1–0 | 0–0 | 0–3 | 1–5 | 0–1 | 0–0 | 0–3 | 2–3 | 2–1 |
| Lorca Atlético CF    | 1–2 | 3–1 | 0–4 | 1–0 | 1–2 | 1–0 | 2–2 | 3–0 | —   | 1–0 | 2–0 | 2–3 | 2–0 | 1–0 | 2–2 | 1–0 | 0–1 | 1–1 | 0–3 | 1–2 |
| Lucena CF            | 5–0 | 1–0 | 3–1 | 2–1 | 1–0 | 1–1 | 1–0 | 0–1 | 2–0 | —   | 1–2 | 1–0 | 1–1 | 1–1 | 0–1 | 0–0 | 1–0 | 0–0 | 0–2 | 4–0 |
| UD Melilla           | 2–0 | 1–0 | 2–0 | 1–1 | 0–2 | 3–0 | 2–0 | 4–0 | 2–0 | 1–0 | —   | 2–0 | 1–0 | 3–1 | 1–1 | 1–1 | 0–1 | 0–1 | 4–4 | 2–0 |
| Polideportivo Ejido  | 0–0 | 3–1 | 3–2 | 2–0 | 2–0 | 1–1 | 2–1 | 1–0 | 2–2 | 1–4 | 2–1 | —   | 2–2 | 2–0 | 1–2 | 1–2 | 0–3 | 2–1 | 1–2 | 1–1 |
| CD Puertollano       | 3–2 | 2–1 | 0–2 | 1–0 | 1–1 | 0–1 | 2–0 | 1–0 | 2–1 | 3–1 | 1–1 | 1–0 | —   | 2–0 | 0–1 | 1–3 | 0–0 | 1–0 | 2–2 | 3–0 |
| Real Betis "B"       | 1–2 | 0–1 | 0–2 | 2–1 | 2–1 | 2–1 | 1–3 | 1–0 | 3–0 | 2–2 | 0–1 | 0–0 | 1–1 | —   | 2–0 | 0–1 | 2–0 | 0–1 | 0–1 | 1–1 |
| Real Jaén CF         | 2–0 | 1–2 | 2–1 | 0–0 | 1–1 | 1–0 | 1–1 | 2–0 | 1–0 | 0–0 | 0–0 | 0–0 | 0–0 | 1–1 | —   | 1–1 | 3–0 | 1–0 | 0–0 | 3–1 |
| Real Murcia CF       | 2–0 | 1–0 | 1–1 | 2–1 | 5–0 | 1–0 | 2–0 | 2–1 | 3–1 | 6–0 | 1–0 | 2–0 | 3–0 | 1–0 | 2–0 | —   | 0–0 | 1–1 | 1–1 | 4–0 |
| CD Roquetas          | 4–2 | 1–1 | 1–0 | 2–1 | 1–1 | 3–0 | 1–1 | 5–1 | 2–0 | 3–0 | 0–1 | 0–3 | 4–2 | 2–0 | 2–1 | 0–3 | —   | 0–1 | 2–2 | 2–0 |
| CD San Roque de Lepe | 1–1 | 4–1 | 1–0 | 1–0 | 0–2 | 1–0 | 1–2 | 2–0 | 1–1 | 1–0 | 3–1 | 2–1 | 0–1 | 2–0 | 1–0 | 0–2 | 1–0 | —   | 1–0 | 1–0 |
| Sevilla Atlético     | 3–1 | 1–0 | 0–1 | 3–3 | 3–3 | 2–0 | 1–1 | 2–0 | 4–1 | 2–0 | 0–4 | 5–1 | 5–0 | 1–1 | 1–0 | 1–3 | 1–1 | 4–0 | —   | 5–1 |
| Yeclano Deportivo    | 2–1 | 1–2 | 1–1 | 0–0 | 0–2 | 1–2 | 1–1 | 0–0 | 1–2 | 1–1 | 0–0 | 0–0 | 2–1 | 1–3 | 0–2 | 1–1 | 0–1 | 1–1 | 2–1 | —   |

## Promoción de ascenso a Segunda División
- Se clasifican los siguientes equipos a la promoción de ascenso:

| Pos                                              | Grupo I              | Grupo II         | Grupo III      | Grupo IV         |
| ------------------------------------------------ | -------------------- | ---------------- | -------------- | ---------------- |
| 1º                                               | CD Lugo              | SD Eibar         | CE Sabadell FC | Real Murcia CF   |
| 2º                                               | CD Guadalajara       | CD Mirandés      | CF Badalona    | Sevilla Atlético |
| 3º                                               | Real Madrid Castilla | Deportivo Alavés | CD Alcoyano    | UD Melilla       |
| 4º                                               | CD Leganés           | Real Unión Club  | Orihuela CF    | Cádiz CF         |
| En negrita equipos que suben a Segunda División. |                      |                  |                |                  |

## Promoción de permanencia
- Se clasifican los siguientes equipos a la promoción de permanencia:

| UB Conquense                                          | Caudal Deportivo | Benidorm CF | Real Betis "B" |
| En negrita equipos que descienden a Tercera División. |                  |             |                |

## Resumen
Ascienden a Segunda división:
| - Club Deportivo Alcoyano | - Club Deportivo Guadalajara | - Real Murcia Club de Fútbol | - Centre d'Esports Sabadell Futbol Club |

Descienden a Tercera división: 
| Grupo I - Universidad de Las Palmas de Gran Canaria Club de Fútbol - Real Club Deportivo de La Coruña "B" - Pontevedra Club de Fútbol - Extremadura Unión Deportiva - Agrupación Deportiva Cerro de Reyes Badajoz Atlético | Grupo II - Cultural y Deportiva Leonesa - Caudal Deportivo - Club Deportivo La Muela - Peña Sport Fútbol Club - Barakaldo Club de Fútbol | Grupo III - Unió Esportiva Lleida - Alicante Club de Fútbol - Club Deportivo Castellón - Benidorm Club de Fútbol - Unión Deportiva Alzira - Unión Deportiva Atlético Gramenet - Futbol Club Santboià | Grupo IV - Club Deportivo Alcalá - Unión Estepona Club de Fútbol - Yeclano Deportivo - Jumilla Club de Fútbol |

Campeón de Segunda División B:
| - REAL MURCIA CLUB DE FÚTBOL |

## Copa del Rey
Los cinco primeros clasificados de cada grupo, exceptuando a los filiales, y los seis siguientes equipos con mejor puntuación en todos los grupos se clasifican para la siguiente edición de la Copa del Rey. La plaza de los filiales la ocupan los siguientes equipos mejor clasificados.

## Estadísticas

### Máximos Goleadores de 2ºB
| Jugador                      | Anotado | Equipo               |
| ---------------------------- | ------- | -------------------- |
| Mikel Arruabarrena           | 21      | CD Leganés           |
| Juanjo                       | 20      | CD Guadalajara       |
| Rodrigo Ríos Lozano          | 19      | Sevilla Atlético     |
| Rayo                         | 18      | UE Lleida            |
| Gorka Azkorra Trueba         | 17      | CD Lugo              |
| Diego Cervero                | 17      | UD Logroñés          |
| Luismi Loro                  | 17      | CD Castellón         |
| Chando                       | 17      | Real Murcia CF       |
| Altuna                       | 16      | SD Eibar             |
| Iker Torre                   | 15      | Zamora CF            |
| Luis Alberto                 | 15      | Sevilla Atlético     |
| David Miguélez Miguel        | 14      | UE Sant Andreu       |
| Álvaro Morata                | 14      | Real Madrid Castilla |
| Joselu                       | 14      | Real Madrid Castilla |
| Alejandro                    | 13      | CF Palencia          |
| Gorka Brit                   | 13      | Real Unión           |
| Sergio Cirio                 | 13      | CE L'Hospitalet      |
| Pedro Antonio Sánchez Moñino | 13      | Real Murcia CF       |